# Trockenrasen Geesow
Der Trockenrasen Geesow ist ein 42,98 ha großes Naturschutzgebiet im Landkreis Uckermark in Brandenburg. Es liegt südöstlich von und direkt anschließend an Geesow, einem Ortsteil der Stadt Gartz (Oder). 
Das Trockenrasengebiet steht seit dem 1. Februar 1997 unter Naturschutz.